# Homidiana
Homidiana is een geslacht van vlinders van de familie Sematuridae, uit de onderfamilie Sematurinae.

## Soorten
- H. aeneophlebia Hampson
- H. anilina Bryk, 1930
- H. brachyura Hampson
- H. briseis Westwood, 1879
- H. canace Hopffer, 1856
- H. egina Blanchard, 1849
- H. evenus Boisduval, 1849
- H. gueneei Druce, 1891
- H. hoppi Bryk, 1930
- H. leachi Godart, 1819
- H. lederi Pfeiffer, 1925
- H. leucosticta Hampson, 1918
- H. monotona Hampson, 1918
- H. restincta Strand, 1911
- H. rosina Felder & Rogenhofer
- H. rubrivena Dognin, 1919
- H. strandi Pfeiffer, 1916
- H. subpicta Walker, 1854
- H. tangens Strand, 1911
- H. traducta Strand, 1911
- H. westwoodi Oberthür, 1881